# ミズーリ大学セントルイス校
ミズーリ大学セントルイス校（University of Missouri-St. Louis）は、アメリカ合衆国ミズーリ州の州立大学。4校あるミズーリ大学システムの内のひとつである。1963年に設立された最も新しいキャンパスである。セントルイス校は一般的に、UMSL（発音は"uhm-suhl"（アムスル））と呼ばれている。近年、セントルイス都市圏において最も学生数の多い大学である。
学部、院、博士課程を擁する総合大学であり、夜間プログラムも充実している。ビジネススクールに於いてはMBAの一般評価基準であるAACSBの認可校であり、アカウンティングに於いてはセントルイスエリアで唯一のAACSB認可校である。

## 学生生活

### 住まい
ほとんどの学生はセントルイス地域のオフキャンパスに住んでいるが、オンキャンパスには寮、アパートも完備されており、特に2006年8月17日には新しいアパートもオープンしている。

## 著名な出身者
- フィリス・スミス - 女優